# Drusil·la (filla d'Herodes Agripa I)

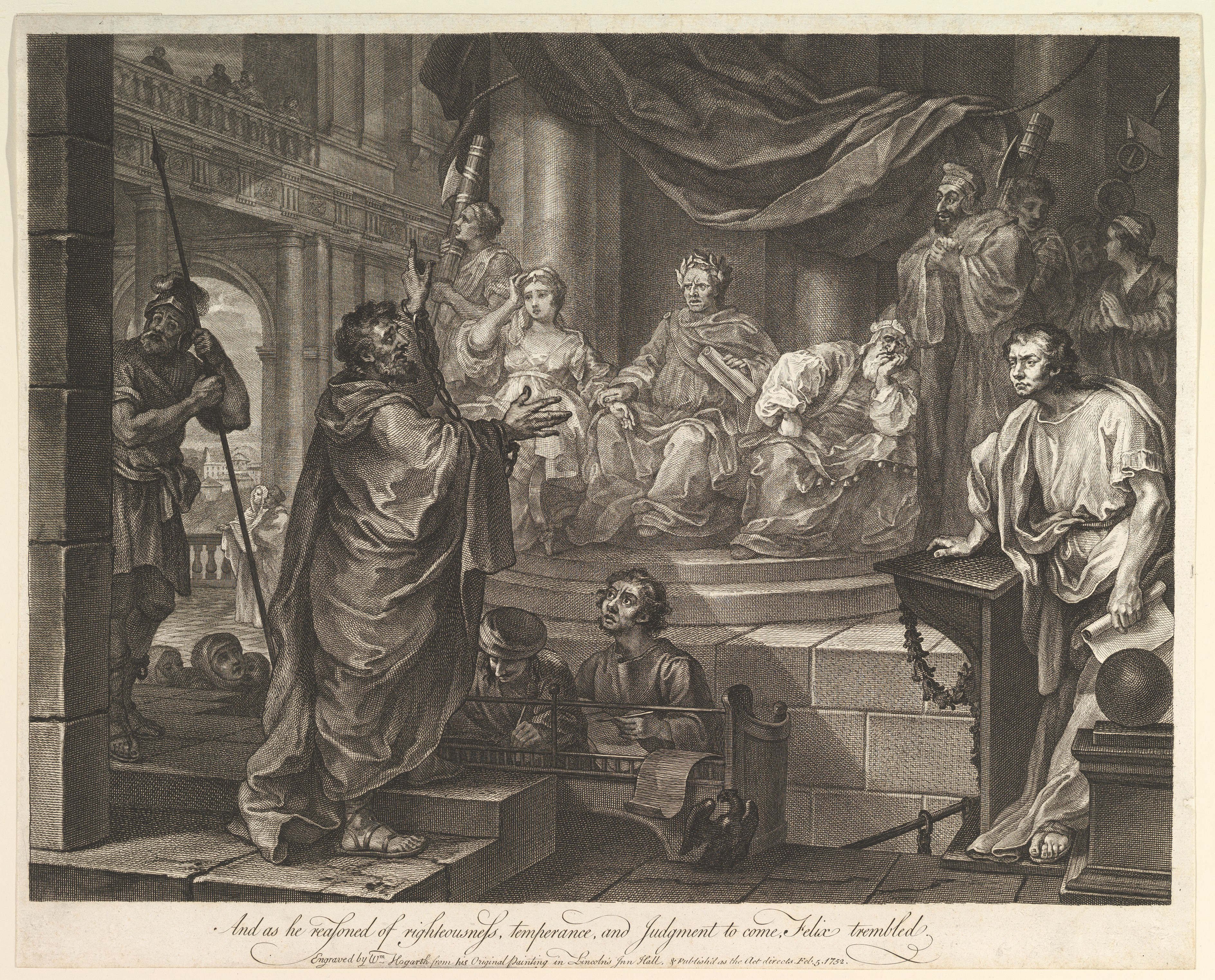

Drusil·la (en llatí Drusilla) va ser filla d'Herodes Agripa I, rei dels jueus, i de Cipros, i germana d'Herodes Agripa II. Era germana d'Herodes II Agripa, Berenice i Mariamne V.
El seu pare va morir possiblement enverinat l'any 44, quan tenia 6 anys. Havia estat promesa a Epífanes, fill del rei Antíoc IV de Commagena, però el pacte es va trencar quan Epífanes va refusar convertir-se al judaisme com s'havia convingut. Segons Flavi Josep, quan van matar al seu pare, els habitants grecs de Cesarea i els samaritans de Sebastia van sortir al carrer cantant d'alegria, van assaltar el palau reial i van agafar les estàtues de les tres filles del rei, portant-les a una casa de perdició on van simular diverses violacions.
Llavors es va casar amb Aziz (Asisus o Azizus), rei d'Emesa (cap als anys 42-54), que es va convertir al judaisme. Va ser reina-sacerdotessa d'Emesa. Drusil·la envejava a la seva germana Berenice que tot i que era deu anys més gran, era més bonica. Aviat li va fer el salt a Aziz i es va aparellar amb Antoni Fèlix el procurador de Judea, que la va instigar a abandonar a Aziz; ella ho va fer i es va casar amb Fèlix, que no va acceptar la circumcisió ni convertir-se al judaisme. Va ser Drusil·la la que va renunciar a la seva religió. D'aquest matrimoni va néixer un fill, Agripa, que va morir a l'erupció del Vesuvi l'any 79, la que va destruir Pompeia.
Tàcit parla de la dona de Fèlix de nom Drusil·la, però diu que era neta de Cleòpatra i Marc Antoni (per tant seria filla de Juba de Mauritània i Cleòpatra Selene, ja que els altres descendents són tots coneguts), i aleshores o bé va ser un error de Tàcit o Fèlix s'hauria casat dues vegades amb dues Drusil·les (Suetoni l'esmenta com Felix trium reginarum maritum, és a dir "marit de tres reines").